# Arvicanthis nairobae
Arvicanthis nairobae is een knaagdier uit het geslacht Arvicanthis dat voorkomt van Zuid-Ethiopië en Kenia zuidelijk tot de regio Dodoma in Oost-Tanzania. In hetzelfde gebied komen ook de koesoegrasrat (A. niloticus) en A. neumanni voor. De koesoegrasrat, die in het algemeen meer naar het westen voorkomt, is groter en heeft een donkerdere, minder geelbruine vacht dan A. nairobae. A. neumanni is een kleinere soort, die waarschijnlijk over een groot gebied samen met A. nairobae voorkomt. Het karyotype bedraagt 2n=62, FN=78. Deze soort is het nauwst verwant aan de West-Afrikaanse soorten A. ansorgei en A. rufinus.
Arvicanthis abyssinicus · Arvicanthis ansorgei · Arvicanthis blicki · Arvicanthis nairobae · Arvicanthis neumanni · Koesoegrasrat (Arvicanthis niloticus) · Arvicanthis rufinus